# Ash-shurat
Ash-shurat är ett begrepp inom islam som markerar det radikala personliga övervägande som bland annat kharijiterna var förväntade att göra. Den individuella frälsningen tog mer och mer extrema former då endast en martyrs död, vid bekämpandet av otrogna muslimer, kunde garantera en plats i paradiset. Kharijiterna kallade sig själva för ash-Shurat, de som sålt sitt liv för Guds sak. Begreppet kan härledas till sura 4 vers 74: Låt då dem kämpa för Guds sak som är villiga att ge upp detta jordiska liv för att vinna evigheten! Vare sig han stupar eller segrar, skall Vi skänka den som kämpar för Guds sak en riklig belöning.